# Béquille latérale
Pour les articles homonymes, voir Béquille.
 (octobre 2012).
Si vous disposez d'ouvrages ou d'articles de référence ou si vous connaissez des sites web de qualité traitant du thème abordé ici, merci de compléter l'article en donnant les références utiles à sa vérifiabilité et en les liant à la section « Notes et références ».

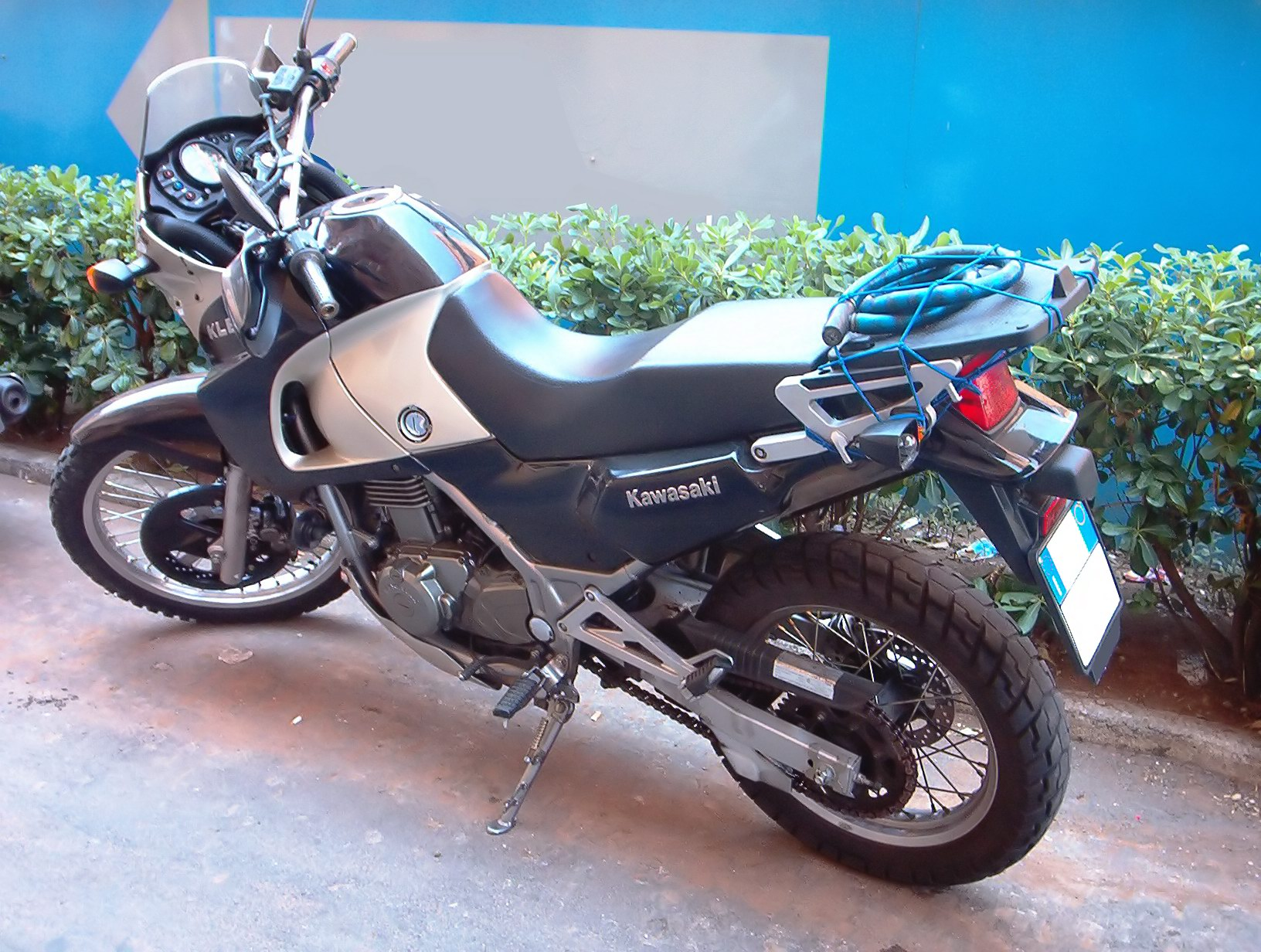

La béquille latérale est un dispositif rétractable qui permet de maintenir en place un deux-roues à l'arrêt, moto, bicyclette ou cyclomoteur, sans appui extérieur.
Il s'agit d'une simple patte métallique évasée sur sa partie inférieure, repliable vers l'arrière, fixée à une partie basse du véhicule, située généralement à mi-longueur, et parfois à l'arrière.
Lorsqu'elle est dépliée, la béquille latérale procure un troisième point d'appui au véhicule, moyennant une légère inclinaison.

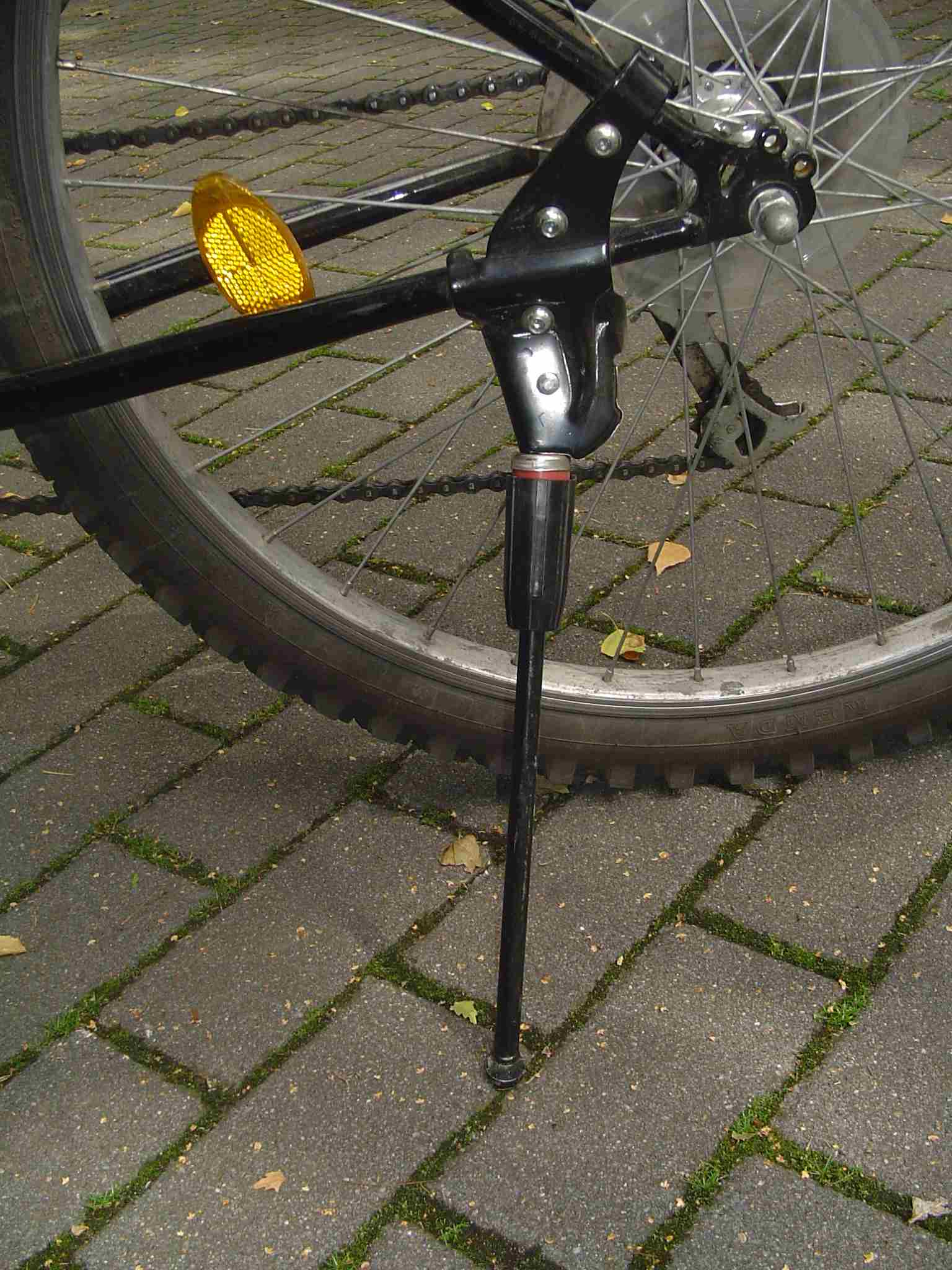
Béquille latérale adaptable sur le cadre d'un vélo.

## Historique
La béquille latérale est probablement d'invention ancienne, mais sa généralisation sur les motos semble dater de la fin des années 1960, alors que les vélos ont encore plus tardé à l'adopter, et de nombreux modèles n'en possèdent pas.

## Technologie
La béquille latérale est un accessoire de véhicules à deux roues et doit être à même de remplir sa fonction même par vent fort avec rigidité, solidité, fixation, etc..
Il existe des béquilles intégrées à la construction de l'engin, pattes soudées au cadre ou adaptables, soit sur une zone prévue à cet effet dans le cas de nombreux vélos, soit au moyen d'une pièce de jonction.
Sur les motos, la principale différence provient du rappel, qui peut être automatique, la béquille se replie dès que le véhicule est redressé ou non.
Les béquilles latérales non rabattables automatiquement sur certaines motos, sont reliées à un coupe-circuit avec petit capteur situé sur le haut de la béquille, qui évite un démarrage de la moto lorsqu'une vitesse est enclenchée et que la béquille est déployée.
Il existe souvent un dispositif destiné à provoquer le repliement de la béquille en roulant, par exemple une languette de caoutchouc qui dépasse.

## Utilisation
Bien que relativement simple, l'utilisation correcte d'une béquille latérale nécessite un minimum de savoir-faire, car une mauvaise utilisation peut entraîner une chute coûteuse pour l'engin :
- déplier la béquille jusqu'à la butée pour une bonne stabilité ;
- éviter de garer le véhicule latéralement dans une zone en pente ou l'avant dans le sens de la descente avec le risque que la béquille se replie toute seule si le véhicule se met à avancer ;
- actionner le démarreur électrique avec l'appui sur la béquille latérale, lorsqu'une vitesse est enclenchée, car celui-ci ne démarrera pas à cause du coupe-circuit béquille ;
- replier la béquille avant de rouler ;
- éviter d'utiliser la béquille latérale par vent violent, avec un risque de chute de l'engin.

## Avantages-inconvénients
Comparée à la béquille centrale, la béquille latérale est plus facile à utiliser, ne nécessitant aucun effort, plus légère, moins coûteuse, et pénalise moins la garde au sol.
En revanche, elle ne doit pas être utilisée pour des opérations de maintenance, pour un démontage de roue par exemple.
L'inclinaison de l'engin le rend plus encombrant, par exemple pour un deux-roues devant partager un garage avec une voiture. De plus, si plusieurs deux-roues doivent être garés côte-à-côte, il est impératif qu'ils le soient dans le même sens sous peine de gêne pour les utiliser.